# 密金墨頭魚
密金墨頭魚（学名：Garra makiensis）为輻鰭魚綱鯉形目鲤科的其中一種，分布於非洲衣索比亞Maki與Gotta河流域，體長可達16公分。